# おうち外食
おうち外食（おうちがいしょく）とはファストフード店やファミリーレストラン（ファミレス）などといった外食チェーン店のメニューの味を自宅で再現すること。
2011年（平成23年）3月に発生した東日本大震災の影響により、家で食事をする傾向が強まり、節約メニューへの関心も高まっていた中、同年秋に生活実用情報誌のサンキュ!の節約レシピ特集で外食店のメニューを再現したレシピが人気の発端となった。
その後、ネット上で再現メニューのレシピを公開する者が続出し、レシピ本も出版されるなどブームになった。

## 関連書籍
- 『サンキュ！2012年12月号』（ベネッセコーポレーション、2012年発売）
- 『「おうち外食」完コピレシピ107』（主婦と生活社、Papikun、2013年発売）